# Bolarga nigriloba
Bolarga nigriloba är en insektsart som beskrevs av Rauno E. Linnavuori 1959. Bolarga nigriloba ingår i släktet Bolarga och familjen dvärgstritar. Inga underarter finns listade i Catalogue of Life.